# Tăng Bạt Hổ (thị trấn)
Tăng Bạt Hổ là thị trấn huyện lỵ của huyện Hoài Ân, tỉnh Bình Định, Việt Nam.
Theo thống kê năm 2019, thị trấn có diện tích 5,13 km², dân số là 7.755 người, mật độ dân số đạt 1.512 người/km².

## Lịch sử
Trước đây, địa bàn thị trấn Tăng Bạt Hổ là một phần các xã Ân Thạnh, Ân Đức thuộc huyện Hoài Ân.
Ngày 7 tháng 11 năm 1986, Hội đồng Bộ trưởng ban hành quyết định 137-HĐBT. Theo đó, thành lập thị trấn Tăng Bạt Hổ trên cơ sở điều chỉnh một phần diện tích và nhân khẩu của các xã Ân Thạnh, Ân Đức, Ân Phong.

## Hành chính
Thị trấn Tăng Bạt Hổ được chia thành 5 khu phố: Du Tự, Gia Chiểu 1, Gia Chiểu 2, Gò Cau, Thanh Tú.